# Sinfonía n.º 2 (Nielsen)

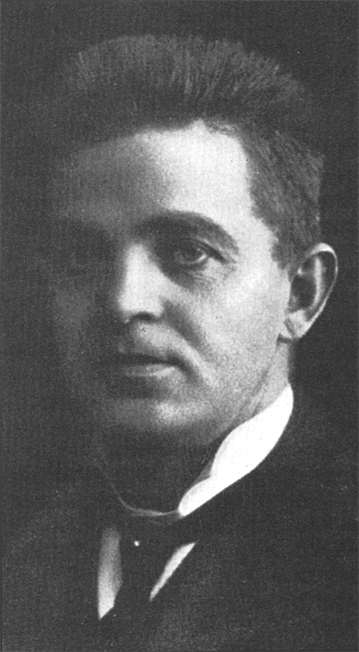
Carl Nielsen

La Sinfonía n.º 2 en si menor, Op. 16, también conocida como Los cuatro temperamentos, fue compuesta por Carl Nielsen en 1902.

## Historia

### Composición

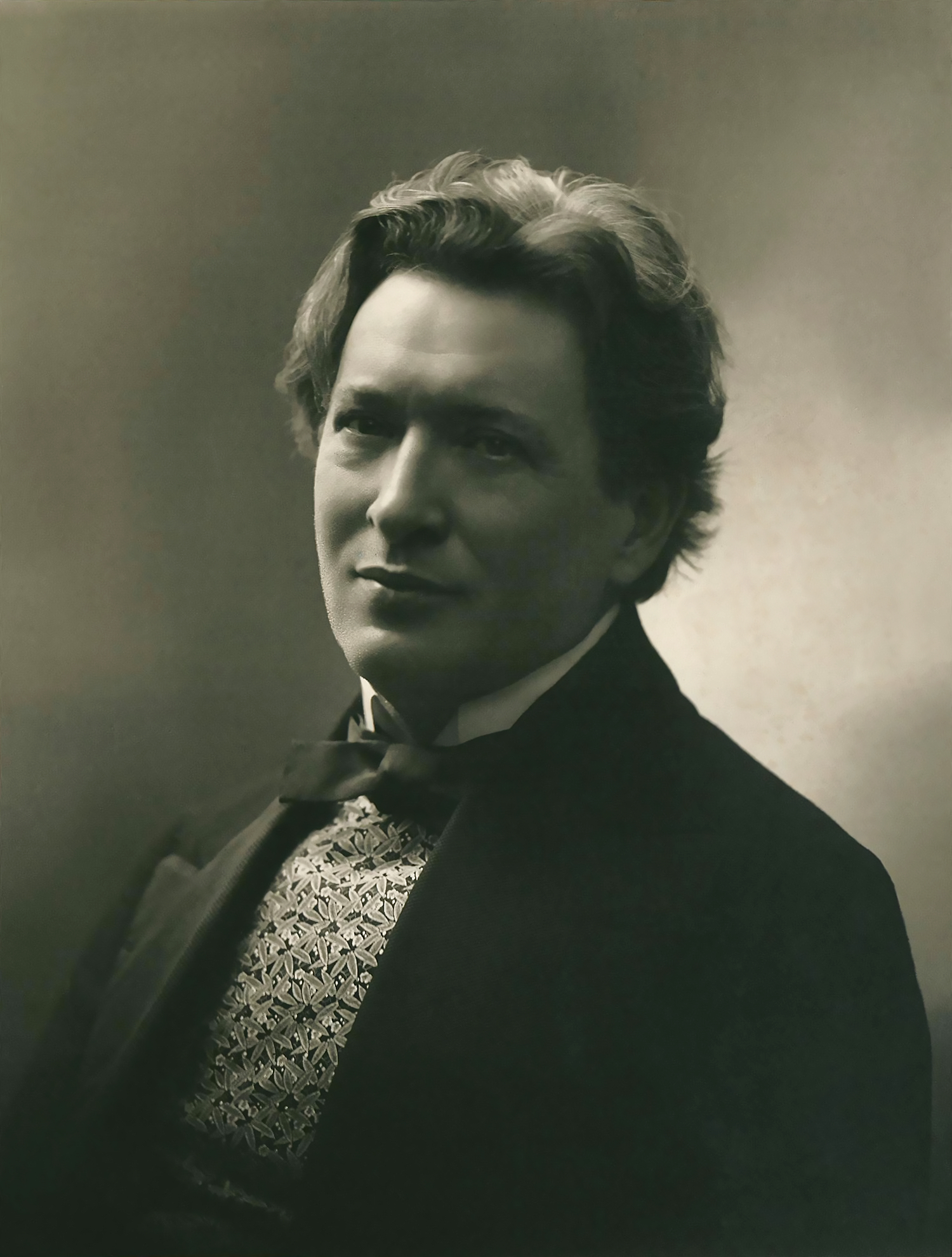
Ferruccio Busoni 1913

Pasaría aproximadamente una década desde la composición de la primera, antes de que Nielsen se preparara para componer una segunda sinfonía. De ese lapso de tiempo quedan pocas fechas y ocasiones para recordar respecto a la biografía del músico danés. En 1908 sucedió a Svendsen como director del Teatro Real hasta 1914, cuando reemplazó a su maestro Niels Gade como director de la Sociedad Musical. Allí permanecerá hasta 1927, cuando su salud comienza a decaer, mientras que en la dirección del Conservatorio permanecerá desde octubre de 1915 hasta 1931, año de su repentina y prematura muerte. También realizó algunos viajes al extranjero, aunque importantes desde el punto de vista profesional: en 1912 Nielsen fue a Ámsterdam para dirigir la Orquesta del Concertgebouw y al año siguiente a Stuttgart donde asumió la dirección de la Orquesta de la Tonhalle.
La Segunda Sinfonía fue escrita en el período 1901-02; es la primera en llevar subtítulo y es sin duda la más conocida de las seis compuestas por Nielsen. Nació en unas circunstancias muy particulares, como explica el propio autor en una nota ilustrativa, que aclara también el origen del subtítulo. Un día, Nielsen fue con su esposa Anne Marie Brodersen y algunos de sus amigos a un restaurante en Zelandia. En las paredes de la sala colgaban unos cuadros que representaban los temperamentos del hombre: el colérico, el flemático, el melancólico y el sanguíneo. Fue sobre todo el retrato del colérico lo que llamó la atención de Nielsen y le sirvió de inspiración para la composición de una nueva sinfonía. Sin embargo, no se puede creer que Nielsen fuera un músico fascinado por la música programática; más bien al contrario. Aunque la mayoría de sus sinfonías llevan subtítulo, declaró que "la música sólo puede entenderse musicalmente" y añadió expresamente: "No me gusta la música de programa". También en su libro autobiográfico Levende Musik (Música viva) Nielsen expresó su oposición a atribuir significados extramusicales a la música: hablando de Richard Wagner, declaró que consideraba al gran compositor de ópera alemán como el mayor genio musical del siglo XIX pero no No apreciaba el uso que hacía del "Leitmotiv" que le daba "una impresión casi cómica".

### Estreno
La Segunda Sinfonía se interpretó por primera vez el 1 de diciembre de 1902 bajo la dirección del propio Nielsen en Copenhague en la Asociación Danesa de Conciertos; lleva la dedicatoria al gran compositor Ferruccio Busoni de Empoli, a quien (como Jean Sibelius) le unía un lazo de sincera amistad, desde su primer encuentro en Leipzig en 1891.

## Instrumentación
- 3 flautas (la 3.ª también flautín)
- 2 oboes (el 2.º también corno inglés)
- 2 clarinetes en La y Si bemol
- 2 fagotes
- 4 trompas en F
- 3 trompetas en F
- 3 trombones (2 tenores, 1 bajo)
- tuba
- timbales
- cuerdas

## Estructura y análisis
Aunque mantiene su estructura formal tradicional, la Segunda Sinfonía presenta un mayor grado de concentración y forma orgánica que la Primera Sinfonía; además, cabe recordar que Nielsen al expresar musicalmente sus ideas se aparta del modelo de la sinfonía programática de Richard Strauss, ya que el músico danés se mantiene fiel a su ideal de componer música pura.

### I.Allegro colérico
El primer movimiento está inspirado en el retrato del hombre colérico, que en el cuadro se representaba, según la descripción del propio Nielsen, como un hombre a caballo que, con la espada desenvainada, embestía al aire salvajemente: sus ojos parecían salía de sus órbitas y el pelo le caía sobre la cara. El movimiento, explica Nielsen, «comienza impetuosamente con un tema que se desarrolla paralelo a otro más corto en el clarinete y se convierte en una fanfarria que desemboca en el segundo tema Cantabile y Espressivo, pronto interrumpido por figuraciones violentas y sobresaltos rítmicos. Tras una pausa, el segundo tema se desarrolla con mayor aliento y energía que se desvanecen paulatinamente al inicio del desarrollo... Finalmente, llegamos a una coda con pasajes vehementes de las cuerdas y el movimiento termina en el mismo tono inicial» Si el ataque imperativo puede recordar la introducción de Don Juan op. 20 de Strauss, Nielsen todavía se distingue del músico bávaro por el ímpetu agresivo más que caballeresco del personaje retratado.

### II.Andante cómodo y flemático
El personaje retratado en el segundo movimiento es, precisa Nielsen, un joven de ojos azules, robusto y confiado... con una expresión serena, pero no satisfecha de sí mismo, sino con algunos rasgos levemente melancólicos. Escucha el canto de los pájaros, la voz de la naturaleza y ama la danza, como lo revela el tempo de vals que recuerda a Antonín Dvorák, particularmente por su matizado color instrumental. Más que la actitud flemática, aquí en la música de Nielsen se destaca la disposición juvenil distraída y dulcemente olvidadiza.

### III.Andante melancólico
El tercer movimiento se abre con acentos dramáticos en los que, advierte Nielsen, un tema desconsolado se desarrolla lentamente y termina en una atmósfera dolorosa. La música despierta la idea de alguien que asoma la mirada al fondo de un alma derrotada; en este movimiento, completamente dominado por el patetismo, según Nielsen, se inserta un episodio con un tono más sosegado y resignado. Todo el movimiento revela vínculos con la tradición tardorromántica, especialmente en la estela de Anton Bruckner, por su fuerza dramática, intensidad y carácter sentimental.

### IV.Allegro sanguíneo
En el movimiento final, Nielsen afirma que pretendía representar la imagen de un hombre convencido de que el mundo entero le pertenece y cuya naturaleza es sin embargo buena, aunque superficial. La música está planteada en tonos alegres y muy vivos, desenfadados y nada pretenciosos y, como en el tercer movimiento, la vinculación de Nielsen con la tradición romántica se hace patente por la incandescencia inicial y cierto aire hosco y enérgico en la forma de Hector Berlioz, así como por la sencilla y delicada ligereza del segundo tema que recuerda el arte de Felix Mendelssohn. De esta forma, a través de la Segunda Sinfonía se logra plena y completamente el reconocimiento de Nielsen a una vasta cultura romántica, sin que por ello el músico danés haya renunciado a asegurar su propia individualidad.
Después de Nielsen, en 1940 será Paul Hindemith quien se inspire en los cuatro temperamentos del hombre para escribir una composición musical en la que un tema es sometido a variaciones en el piano con el acompañamiento de una orquesta de cuerda; el compositor alemán, sin embargo, cambia el orden colocando en primer lugar al melancólico, seguido del sanguíneo y el flemático, mientras que el colérico aparece en la variación final.

## Discografía selecta
- Orquesta Filarmónica de la BBC, John Storgårds (Chandos).
- Orquesta Sinfónica de la Radio Danesa, Launy Grøndahl (Danacord).
- Orquesta Sinfónica de la Radio Danesa, Michael Schønwandt (Alliance).
- Orquesta Sinfónica de Gotemburgo, Neeme Järvi (Deutsche Grammophon).
- Orquesta Filarmónica Janáček, Theodore Kuchar (Clásicos Brillantes).
- Orquesta Sinfónica de Londres, Ole Schmidt (Conceptos musicales).
- Orquesta Sinfónica Nacional de Irlanda, Adrian Leaper (Naxos).
- Orquesta Filarmónica de Nueva York, Leonard Bernstein (Sony BMG).
- Hr-Sinfonieorchester, Paavo Järvi (RCA BMG).
- Orquesta Real Danesa, Paavo Berglund (RCA BMG).
- Real Orquesta Nacional Escocesa, Bryden Thomson (Chandos).
- Orquesta Sinfónica de San Francisco, Herbert Blomstedt (Decca).
- Orquesta Sinfónica de la Radio Sueca, Esa-Pekka Salonen (Sony BMG).
- Orquesta Sinfónica de la Sala de Conciertos de Tivoli, Carl von Garaguly (Vox Turnabout).